# Mesoxaea rufescens
Mesoxaea rufescens  (лат.) — вид перепончатокрылых насекомых из семейства андренид (Andrenidae). Распространён в юго-западных США (Аризона) и северо-западной Мексике (Наярит, Синалоа, Сонора). Самцы собирают нектар с цветков Acacia angustissima, Mimosa polyantha, Kallstroemia grandiflora, Croton culiacanensis, Turnera diffusa, Buddleja sessiliflora; самки собирают нектар с Croton culiacanensis, Turners diffusa, Buddieja sessiliflora, Verbesina encelioides, а пыльцу — с Mimosa polyantha, Solatium. Длина тела самцов 15—19 мм, длина переднего крыла 13—15 мм. Длина тела самок 16—20 мм, длина переднего крыла 14—15 мм.